# سردار جلال‌اوغلو
سردار جلال‌اوغلو (به ترکی آذربایجانی: Sərdar Cəlaloğlu) (زاده ۳ ژوئن ۱۹۵۴) یک پزشک و سیاست‌مدار اهل جمهوری آذربایجان است. او در روستای جهری از توابع شهرستان بابک در جمهوری خودمختار نخجوان زاده شد. او در شهر اردوباد به مدرسه رفت و تحصیلات دوره متوسطه خود را در باکو گذراند. او در سال ۱۹۹۷ میلادی از دانشگاه علوم پزشکی آذربایجان دانش‌آموخته و فارغ‌التحصیل شد. پس آن هم ۱۵ سال به عنوان پزشک فعالیت کرد.

## زندگی سیاسی
- در سال ۱۹۸۵، به جنبش ملی جمهوری آذربایجان پیوست. وی یکی از آغازگران تاسیس جنبش ملی جمهوری آذربایجان بود و تا سال ۱۹۹۱ عضو هیئت حاکم بر جنبش ملی نخجوان بود.
- در سال ۱۹۹۱، وی یکی از بنیان‌گذاران حزب دموکراتیک جمهوری آذربایجان بود، در سالهای ۱۹۹۴-۹۶ و از ۱۹۹۶ تا ۲۰۰۵ به‌عنوان معاون نخست حزب و از ۲۰۰۵ تا ۲۰۰۷ به‌عنوان معاون حزب و عنوان دبیر کل حزب دمکراتیک جمهوری آذربایجان انتخاب شد.
- وی در حوادث ۱۵ تا ۱۶ اکتبر ۲۰۰۳ به طور غیرقانونی دستگیر شد و توسط شماری از سازمان‌های بین‌المللی از جمله اتحادیه اروپا و ECHR به عنوان زندانی سیاسی شناخته شد و سرانجام در مارس ۲۰۰۵ آزاد شد.
- در تاریخ ۲۷ مه ۲۰۰۷ در نهمین کنگره حزب دموکراتیک حزب دمکرات کبیر، به‌عنوان رئیس حزب انتخاب شد.
- برای انتخابات ریاست جمهوری سال ۲۰۰۸ از حزب دموکراتیک انتخاب شده است.
- یکی از بنیانگذاران روزنامه هایی مانند: حریه، هارای و اوانیش.
- نویسنده صدها مقاله، بررسی کتاب درباره جهانی‌شدن، فلسفه ، تک‌نگاری‌ها در مردم‌نگاری و ...
- سردار جلال‌اوغلو ۳ بار به جرم سخنان صریح و عقاید سیاسی خود بازداشت شد.
- او متاهل و دارای ۴ فرزند است.

## آثار
- Mahiyyət
- Azadlığa məhkumuq
- İnsanlar və adamlar
- Türkəçarə